# 伯纳德 (胖子查理之子)
伯纳德（约870年 - 891年/892年）是胖子查理唯一的孩子。伯纳德由一位不知名的女子所生而非由胖子查理正妻所生，因此他被视为私生子。胖子查理曾两次试图立他为继承人，但均以失败告终。胖子查理死後伯纳德被他人所殺。